# Данилевський Вадим Вікторович
Вадим Вікторович Данилевський (нар. 9 квітня 1972, Чернігів) — український професійний футболіст у відставці.

## Біографія

### Кар'єра
Вадим Данилевський розпочав свою кар'єру в чернігівському «Текстильнику». У 1996 році перейшов до головного клубу міста «Десна» (Чернігів), де провів 22 матчі та забив 1 гол до 1998 року. Також зіграв 3 матчі за «Славутич-ЧАЕС», а потім повернувся до «Десни» в 1998 році на два сезони, де зіграв 24 матчі й забив 1 гол. У 2000 році завершив кар'єру в чернігівському клубі.